# 迈阿密地铁
迈阿密地铁（英語：Metrorail）是一个位于美国佛罗里达州迈阿密-戴德县的城市轨道交通系统，由县政府下设的公营机构迈阿密-戴德公共交通局（MDT）运营管理。迈阿密地铁是佛罗里达州目前唯一采用高运量重型铁路标准的捷运系统，自1984年开通以来，服务于迈阿密的城市核心地区及周边郊区。迈阿密地铁全长24.4英里（39.3公里），设有23个车站，贯通了迈阿密市中心、布里克尔商业区、迈阿密国际机场、迈阿密医疗区、海厄利亚、米德丽、椰林、科勒尔盖布尔斯、南迈阿密以及达德兰等区域，形成了区域内重要的交通骨架。
迈阿密地铁拥有两条线路——绿线和橙线。其中，绿线运行于帕尔梅托站和达德兰南站之间，而橙线连接迈阿密国际机场站与达德兰南站，两条线路在埃尔灵顿高地站至达德兰南站区段共线运行。系统运行时间为每日清晨5时至午夜，平日高峰时段的绿线和橙线列车每隔10分钟发车一次，在共线区段内列车的运行间隔缩短至约5分钟；而平日非高峰时段的发车间隔约为15分钟，周末及公众假期的发车间隔约为30分钟。
2012年，迈阿密地铁新开通了第23座车站——迈阿密国际机场站，并启动了橙线服务，该线路连接迈阿密国际机场和达德兰南站，全长16个车站。这一新服务大幅提升了系统的客流量，每年新增数百万乘客，并实现了从机场到迈阿密市中心的直达通勤，同时也改善了迈阿密-戴德县范围内的交通连接。迈阿密国际机场站不仅服务于橙线地铁，还为三县铁路、灰狗巴士以及租车中心提供直接交通连接，使其成为区域内重要的交通枢纽。

## 发展历史

### 早期规划
1960年代，位于佛罗里达州南部的戴德县是美国城市化发展最迅速的地区之一，根据当时预测该县人口将于1985年增加至200万。为了适应人口膨胀带来的交通运输需求，戴德县政府于1964年开展了迈阿密市区交通运输研究项目（Miami Urban Area Transportation Study，MUATS），历时五年之后于1969年完成了第一份迈阿密市区交通运输总体规划报告（Miami Urban Area Transportation Master Plan）。该报告主要根据戴德县政府于1965年提出的一般土地利用总体规划报告（General Land Use Master Plan），对各种运输方式包括高速公路、公共交通、港口、机场及货运中心等方面作出了详细分析，并提出了扩大快速公路网络、新建公路伸出城市边缘的建议，计划投资约八亿至九亿美元新建九条高速公路和八条快速道路，提供更多可供利用的土地以加快城市化发展。除此之外，该总体规划报告亦建议政府积极推动路面公共交通的发展，并构思了一个连接计划中美洲博览会会场、迈阿密海滩、迈阿密市中心、迈阿密国际机场的城市轨道交通系统，当时估计造价约为3.78亿美元。1969年至1972年，戴德县政府委托顾问公司完成了迈阿密轨道交通的初步设计研究，该方案又被称为辛普森－科廷规划（Simpson and Curtin Plan），包含了总长54英里、拥有54个车站、采用独立路权的轨道交通系统，以及连接部分车站的地区性接驳巴士路线，估计造价约为8.05亿美元。
1971年，当迈阿密市区交通运输总体规划报告在戴德县各地提交公众谘询之后，戴德县规划检讨委员会很快地就收到来自多个社区的争议声音，反对意见主要认为总体规划提出兴建太多的快速公路，并希望提高公共交通出行的比重。1972年，根据佛罗里达州政府和戴德县政府的要求，迈阿密市区交通运输政策委员会成立了交通网络检讨小组委员会，专责研究缩减快速公路建造规模的技术分析及公共交通替代方案。1972年11月，戴德县举行关于为改善公共交通而发行“进步年代”（Decade of Progress）债券的投票获得大比数通过，批准县政府发行1.325亿美元债券用于公共交通改善计划（Transit Improvement Program），投资兴建迈阿密地铁系统和接驳巴士系统，以及在交通需求较大的特定车站提供连接邻近地点的“迷你系统”（即后来的都會旅客捷運系統）。1973年，迈阿密地铁的初步工程设计正式展开，研究项目包括路线走向、使用车辆、环境影响、公众参与、设站地点、车站设计及相邻土地运用等共21项设计任务。鉴于迈阿密地下水位较高，加上地质土壤条件较差，因此排除修建地下隧道方案，全线均采用高架线路。1974年，根据交通网络检讨小组委员会的意见，迈阿密市区交通运输总体规划报告当中六条争议较大的快速公路被取消，并以改善公共交通系统的方式来满足未来交通需求。1975年3月4日，戴德县政府委员会通过了一项决议，授权戴德县执行长代表佛罗里达州戴德县，就迈阿密地铁建设项目向美国运输部提交财政资助申请。

### 兴建过程

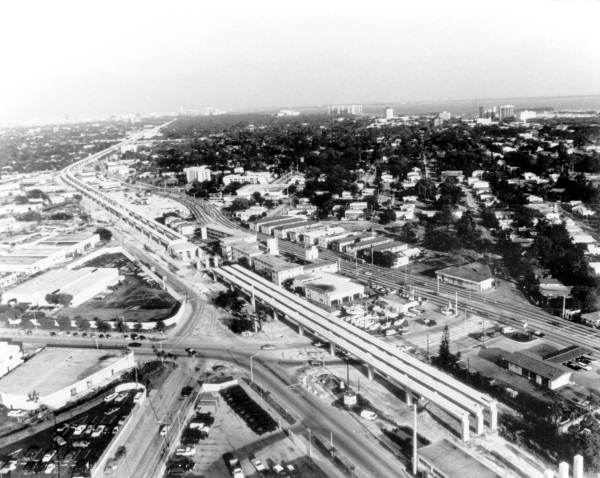
1980年代初兴建中的迈阿密地铁（道格拉斯路路段）

1976年3月，迈阿密地铁的初步工程设计正式完成。同月，隶属于美国运输部的城市大众运输管理局（UMTA）原则上同意了戴德县政府的请求，承诺为戴德县的轨道交通系统的设计和第一阶段工程提供80%的资金，但前提是要满足一系列条件，例如提交环境影响评估报告等。同时，管理局认为造价仍然有压缩的空间，建议对建造成本预算作进一步分析。为了以符合社区目标的方式降低捷运系统的建设成本，戴德县政府接下来开始执行优先工程和运营分析（Priority Engineering and Operational Analyses），期间进行了几个级别的替代系统方案筛选，该项目最终于1976年10月完成，并提出了最可接受的替代方案。 1977年，城市大众运输管理局正式承诺投入5.75亿美元，用于支付迈阿密地铁第一阶段工程（从达德兰至西北67街，全长16.5英里）建筑成本的80％。佛罗里达州政府和戴德县政府同意分摊剩余的20％建筑成本，佛罗里达州立法机构并通过了210万美元拨款，作为州政府承诺提供7200万美元资助的一部分。同年，戴德县政府决定将迈阿密地铁第一阶段工程延长4英里。为此，戴德县政府向城市大众运输管理局申请了5,700万美元的额外拨款，同时，海厄利亚市政府亦同意支付200万美元，换取将北面终点站延至海厄利亚。
1978年7月，戴德县政府委员会批准了2000年交通总体规划，这一概括性计划描绘了戴德县交通系统的长远目标、政策和指导方针，其中包括计划进一步扩大迈阿密地铁路网，北至布劳沃德县，南至卡特勒里奇，西至中途商场（今美洲商场），并与迈阿密国际机场相连。1978年10月，戴德县政府向加奈特弗莱明/SKBB公司授予初期工程合同，该公司是由宾夕法尼亚州哈里斯堡的加奈特弗莱明－考瑞德与卡本特公司（Gannett Fleming Corddry & Carpenter Inc）和迈阿密科勒尔盖布尔斯的SKBB公司组成的合资企业。1979年4月，戴德县政府经州际商务委员会批准，和佛罗里达东海岸铁路公司达成协议，佛罗里达东海岸铁路将一段沿一号国道而行、全长9.5英里的铁路路权转让给戴德县政府，用于兴建迈阿密地铁第一阶段南段线路，同时佛罗里达东海岸铁路开始拆除该段轨道。
1979年6月，迈阿密地铁第一阶段工程在大学站举行动工典礼。第一阶段工程包含南、北两段铁路，全长21英里（33.8公里），共设20个车站；其中南段线路从达德兰南站至市中心的上城站，全长11英里（17.8公里），共设11个车站；北段线路从上城站至海厄利亚的奥基乔比站，全长10英里（16公里），共设9个车站。1980年12月，迈阿密地铁的首片双T型梁在大学站成功吊装。1983年2月，由巴德公司设计制造的首列列车抵达帕尔梅托车辆段。1983年6月，迈阿密河大桥建成，标志着迈阿密地铁第一阶段南段全线贯通。1984年4月10日，最后一片双T型梁在诺斯赛德车站完成吊装， 迈阿密地铁第一阶段全线共2704片架梁工作全部完成。1984年5月20日，迈阿密地铁第一阶段南段开通营运，当天共有125,000人次参与首天免费试乘体验活动。1984年11月7日，迈阿密地铁第一阶段装上全线最后一个轨道扣件，并在阿拉帕塔站举行“金道钉”庆祝仪式。1984年12月17日，迈阿密地铁营运区段延伸至埃尔灵顿高地站。1985年5月19日，随着奥基乔比站投入服务，迈阿密地铁第一阶段宣告全线通车。

### 投入营运

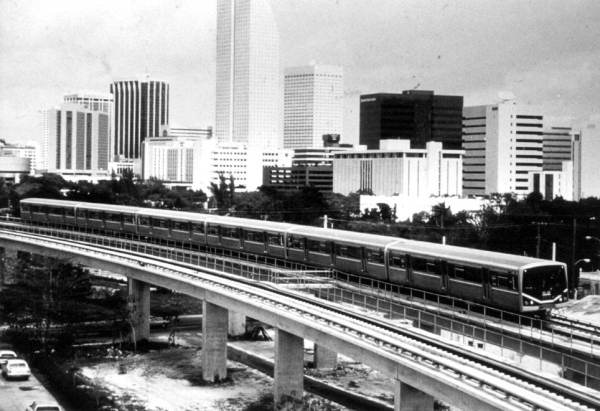
通车初期的迈阿密地铁，背景为布里克尔商业中心区

由于市民的出行习惯需要时间来适应及改变，迈阿密地铁开通营运初期的客流量亦一度强差人意。迈阿密地铁第一阶段南段在1984年5月投入服务时，日均客流只有不到10,000人次。同年年底，当迈阿密地铁开通至埃尔灵顿高地站后，全线日均客流才超过15,000人次。适逢奉行新自由主义的里根出任美国总统，财政赤字和巨额国债迫使联邦政府寻求削减财政开支的各种办法，多次强调联邦政府不能借钱为州县或地方政府的挥霍来埋单。里根政府为了削减1986年财政年度的国内支出，不仅减少对迈阿密地铁的财政补贴，并且反对在迈阿密地铁第二阶段的发展提供资助。时任联邦公共交通管理局局长拉尔夫·斯坦利（Ralph L. Stanley）在接受《纽约时报》访问时宣称，就面向社区需求和财政资源的公共交通系统而言，“迈阿密地铁是规划上的反面教材之一”，“现在联邦政府已经无力支付其过去承担的公共交通费用”。
1985年3月，里根总统在华盛顿会见到访的全国县级协会（NACo）代表时表示，“在迈阿密，10亿美元的联邦补贴帮助他们建立了一个每天不足1万名乘客的系统，相当于平均每位乘客获得10万美元补贴，为每位乘客购买一辆豪华轿车要比这样便宜得多”。在场的戴德县官员代表立即反驳里根总统的数据，指出当去年年底埃尔灵顿高地站开通后，每日客流量已增加到近16,000人，并且该单单该系统（迈阿密地铁）尚不足以对大多数通勤乘客产生太大吸引力，要到明年春天迈阿密市中心的都会旅客捷运系统建成后，才能改变更多市民的通勤出行方式。而实际情况的确如戴德县官员所料，迈阿密地铁在全线所有车站开通后客流量持续增长，至1989年2月日均客流量首次突破40,000人次，但与原本预计全线开通后日均客流可望达到75,000人次的目标仍然有一段距离。1980年代后期，随着位于肯德尔市郊的边缘城市达德兰发展迅速，为迈阿密地铁南端的达德兰南站和达德兰北站带来大量客流，因此从肯德尔到迈阿密市中心这段的客流量，亦远大于市中心到海厄利亚的北段客流量。

### 路线延展

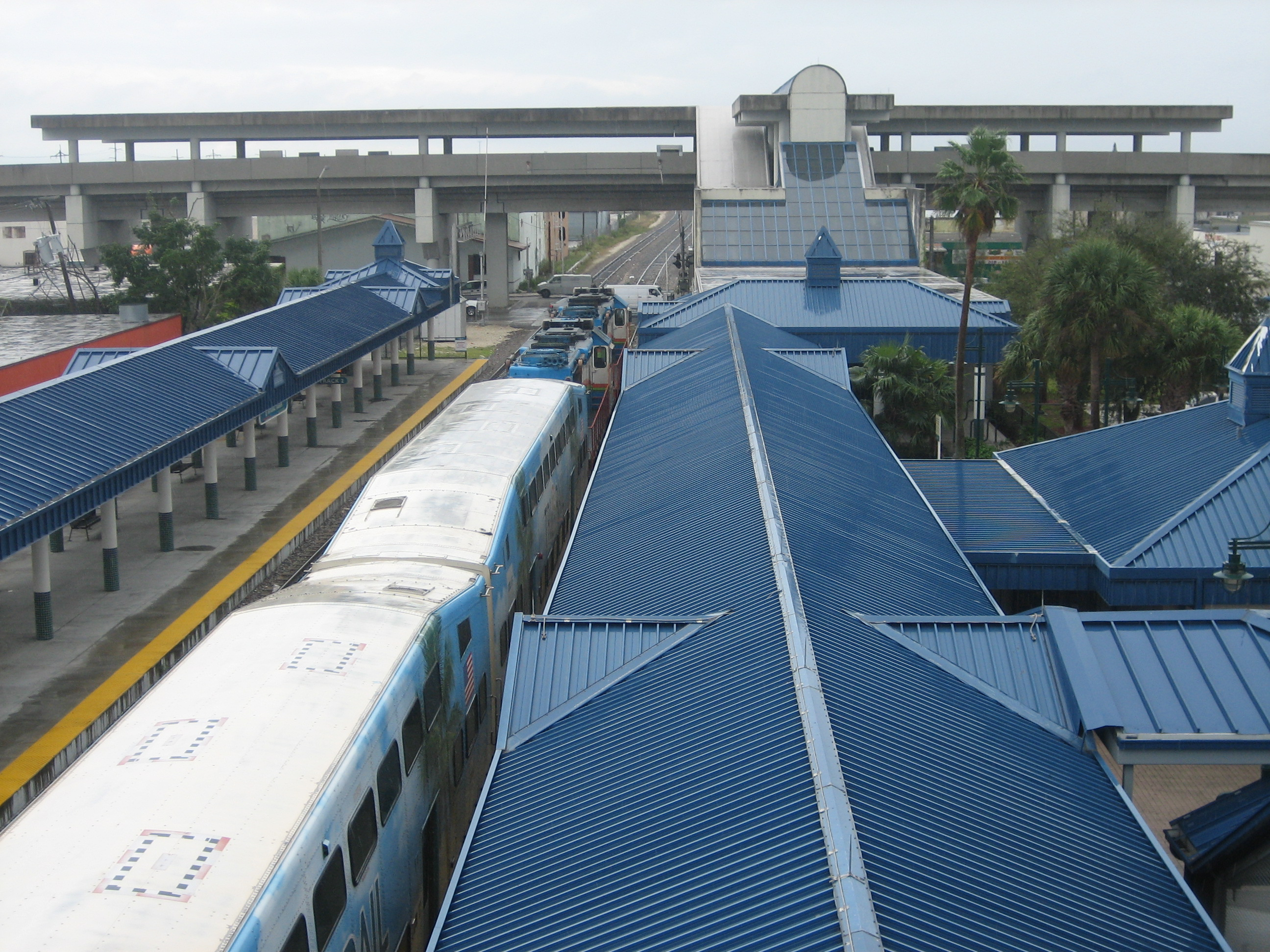
三县铁路与地铁转乘站

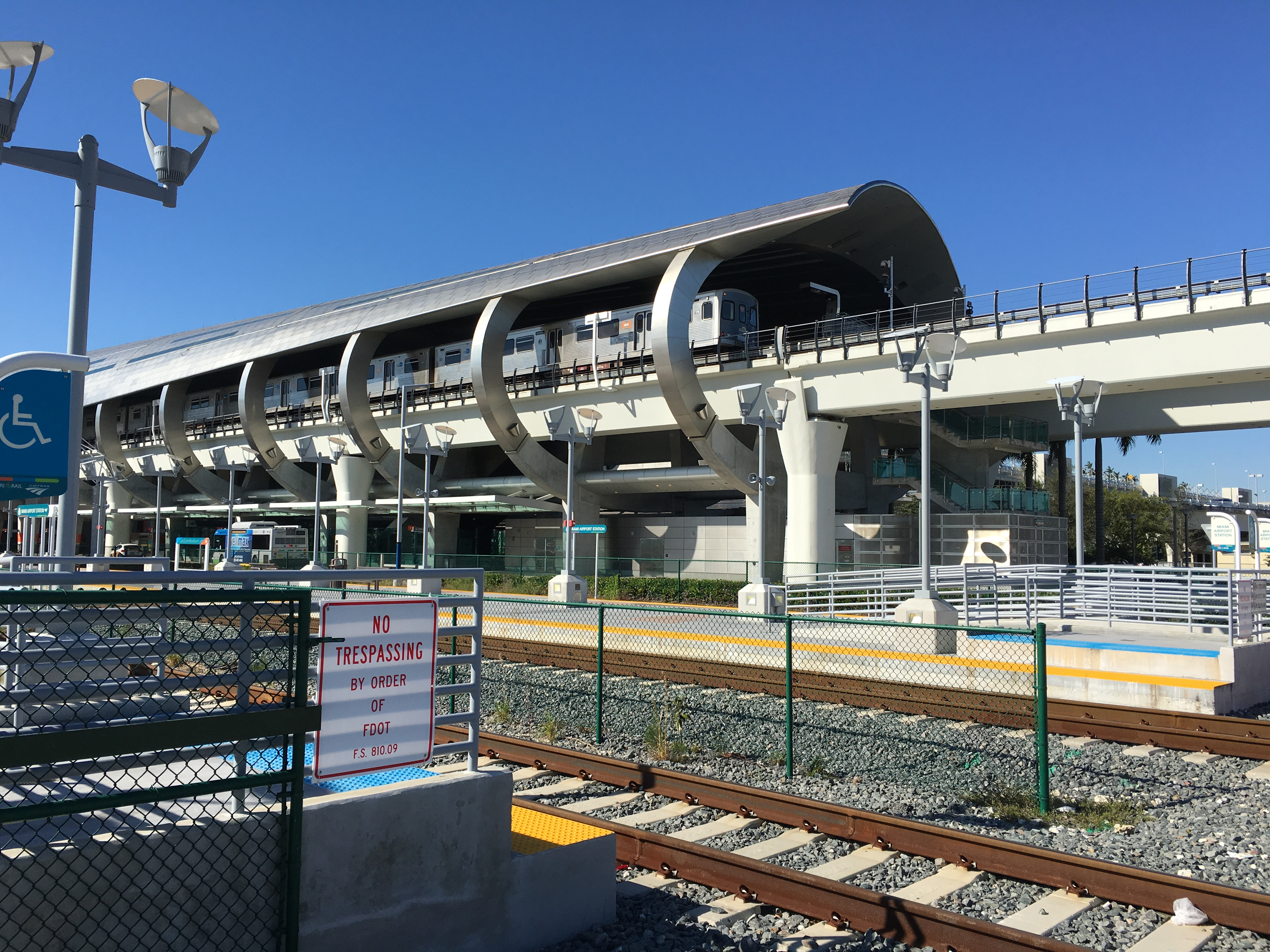
位于迈阿密联运中心内的迈阿密国际机场站

1989年初，因应连接迈阿密、劳德代尔堡和西棕榈滩的“三县铁路”通勤铁路投入服务，戴德县公共交通局于是在迈阿密地铁与三县铁路的交汇处，即海厄利亚车站与诺斯赛德车站之间，增设一个临时车站以便乘客换乘三县铁路，该临时车站于1989年3月6日开放使用。同年6月5日，正式的三县铁路与地铁转乘站建成启用并成为迈阿密地铁的第二十一个车站，时任戴德县市长斯蒂芬·克拉克（Stephen P. Clark）与佛罗里达州联邦参议员威廉·雷曼（William Lehman）和戴德县议会委员查尔斯·杜索（Charles Dusseau）一起为该车站揭幕。
1996年，为了舒缓帕尔梅托快速公路（SR 826）与海豚快速公路（SR 836）及95号州际公路（I-95）之间的交汇处堵塞状况，佛罗里达州运输部和戴德县公共交通局开始展开研究，计划将迈阿密地铁向西延伸至米德丽并与帕尔梅托快速公路交汇。1996年8月，帕尔梅托延伸段的初步设计被提交给交通美学审查委员会并获得初步批准。1999年7月，全长1.4英里（2.25公里）的帕尔梅托延伸段正式动工兴建，该线从奥基乔比站向西延伸并下穿帕尔梅托快速公路，在公路西侧的西北74街出口处增设帕尔梅托站，为迈阿密地铁的第二十二个车站；该项目总投资为8780万美元，资金主要来自联邦公共交通管理局、联邦公路管理局和佛罗里达州运输部。2003年5月30日，迈阿密地铁帕尔梅托延伸段正式建成通车。
1999年，迈阿密-戴德县政府拟将销售税率从6.5%提高至7.5%，增加的税收将用于扩大迈阿密地铁网络，并争取联邦政府数以十亿美元的财政拨款；但该计划在同年7月举行的公投中被77%的选民否决。2002年11月，迈阿密-戴德县选民投票通过了县政府再次提出的公共交通附加税法案，从2003年1月1日起将销售税率从6.5%提高至7%，县政府表示调高销售税后每年可增加1.5亿美元税收，将可用来改善整个迈阿密-戴德县的公共交通系统，例如兴建长达88.9英里（143.1公里）的地铁新线、延长地铁的服务时间、增加巴士路线和加密班次、取消都会旅客捷运系统收费。然而，除了迈阿密地铁机场延伸段和都会旅客捷运免费服务得到落实外，当时政府作出的许多承诺多年以来一直都是纸上谈兵，公共交通局不仅一再削减地铁和巴士班次，还利用部分税收来支付营运开支和抵消营运亏损，因而备受批评 。

### 机场连线
早于1970年代，迈阿密地铁的最初规划就已经计划连接迈阿密国际机场，但由于政治压力和游说的原因而未能实现，因此地铁路线只能从机场东侧的布朗斯维尔绕过。直到2000年代初，迈阿密-戴德县启动将迈阿密地铁连接迈阿密国际机场的“机场连线”（AirportLink）项目。2003年9月，联邦公共交通管理局批准通过了迈阿密地铁“机场连线”的初步设计方案。机场延伸段全长2.4英里（3.9公里），于2009年5月1日正式动工，连接埃尔灵顿高地站和新建的迈阿密转运中心，项目总投资额为5.06亿美元，迈阿密-戴德县出资4.047亿美元（由公共交通附加税提供），佛罗里达州运输部出资1.013亿美元。2012年7月28日，迈阿密地铁机场延伸段正式建成通车，成为来往机场和迈阿密市中心及其他地区的一项便捷选择。与此同时，迈阿密地铁亦开始分为绿线和橙线两条路线营运，两条路线的列车分别以帕尔梅托站和迈阿密联运中心为终点站，在埃尔灵顿高地站和达德兰南站之间共线并间隔运行。地铁每年为往返迈阿密国际机场的数百万居民、游客和雇员提供快速、可靠的地铁连接。通过这个项目，迈阿密-戴德县已经加入了世界主要大都市的行列，实现了机场与市区的快速交通连接。值得注意的是，迈阿密地铁并非直接接入迈阿密国际机场，而是连接位于机场外围的迈阿密转运中心（其中包括地铁、三县铁路、美铁、本地巴士和城际巴士），前往迈阿密国际机场的旅客需要乘坐迈阿密地铁橙线列车，然后在该站换乘机场旅客捷运系统（MIA Mover）到达迈阿密机场中央航站楼。

### 下城特快
迈阿密地铁在平日早晚高峰时段曾运营一种被称为“下城特快”（英語：Downtown Express）的试点服务。这项服务于2015年12月启动，为期一个月，旨在通过开行大站快车的方式，在高峰时段提供更快捷的通勤选择。“下城特快”列车仅停靠以下四个主要车站：达德兰南站、达德兰北站、布里克尔站以及政府中心站。尽管该服务因受到轨道双线设计的限制而比普通列车仅节省了几分钟通勤时间，但总体上乘客反应积极。

### 未来发展
从一开始，迈阿密地铁就被设计为拥有多条线路的系统，而不仅仅是目前的两条线路。然而，由于联邦补贴的建设成本超出预算，达到10.2亿美元，且通车后实际客流量远低于预期，其扩展计划一度受阻。最初提出的延伸线路包括：
- 13.6英里（26.9公里）的比斯坎/东北走廊（Biscayne/Northeast Corridor），沿美国1号公路（比斯坎大道）从政府中心站延伸至阿文图拉的布劳沃德县/迈阿密-戴德县县界。
- 9.5英里 (15.3公里）的北部走廊（North Corridor），沿西北第27大道向北延伸至布劳沃德县/迈阿密-戴德县县界。
- 17.2英里（27.7公里）的东西走廊（East–West Corridor），从政府中心站向西延伸至佛罗里达国际大学主校区大学公园，并向东延伸至迈阿密港。
- 5.1英里（8.2公里）的湾区连线（BayLink），从历史上城／利里克剧院站延伸至南海滩。
- 21英里（34公里）的南部连线（South Link）为绿线的延伸，从达德兰南站延伸至佛罗里达市。
- 4.5英里（7.5公里）的道格拉斯路延伸段（Douglas Road extension），从道格拉斯路站延伸至邁阿密聯運中心。
- 15英里（24公里）的（西）肯德尔走廊（(West) Kendall Corridor），沿肯德尔大道（英语：Kendall Drive）从达德兰北站向西延伸至西肯德尔（英语：West Kendall, Florida），并向北延伸至佛罗里达国际大学主校区。

直到2002年公共交通附加税法案通过后，有关扩展计划才再次被认真讨论。其中，北走廊和东西走廊被合称为橙线，并优先考虑建设。同时，也提出如果所有扩建项目在2030年前完成，线路长度将增加约88.9英里（143.1公里 ）。然而，由于预算赤字、税收收入转为其他用途，以及联邦政府将北部走廊的资金优先级下调为中低级，十年后只有机场连线和橙线得以兑现并投入使用。迈阿密-戴德县公共交通局对其客流量预测和收入预估的有效性一直是其获得美国联邦公共交通管理局（FTA）拨款的主要障碍之一。2011年，迈阿密-戴德公共交通局因涉嫌资金管理不善而被联邦政府深入调查，并被FTA接管，迫使其公开财务记录。。FTA曾对迈阿密-戴德县公共交通局威胁停止提供用于补贴运营成本的拨款，如此将导致服务班次大幅削减；然而，为了避免这种情况，迈阿密-戴德县公共交通同意在FTA的严格监管下使用拨款
。
南部连线扩建计划旨在取代南戴德公交专用道（South Dade Transitway）。该快速公交系统于1997年和2005年分阶段开始运营。南部连线扩建计划包括拓宽路基，主要路口设置高架立交，以及在西南第104街增设一个车站以缓解达德兰地区的交通和停车压力。 2009年，大都会规划组织提议开放公交专用道供普通车辆使用，并通过实施SunPass收费系统来筹集资金，但该提议未获通过。随后，以铁路代替巴士的扩建计划被搁置，代之以改建目前的南戴德公交专用道，计划将其建成为一条符合更高标准的快速公交路线，预计将于2025年开始运营。
2022年11月16日，迈阿密-戴德县宣布将加速北部走廊的实施规划，计划于2024年开工，联邦政府将为其提供资金。该延线将分两个阶段建设：第一阶段将延伸至硬石体育场（位于迈阿密加登斯的西北第199街），仅设一个车站；第二阶段将在高架线路上增设更多车站，并在车站附近开发交通导向型社区（TOD）。2023年1月9日，迈阿密-戴德县交通、出行与规划委员会以9-0的投票结果批准推进北延线设计，其中第一阶段新增了一个位于迈阿密戴德学院的车站，以及终点站硬石体育场站，HNTB设计公司被指定为该延线的设计方，并获得委员会提供的4400万美元设计资金。同时，佛罗里达州交通部（FDOT）也在进行项目开发与环境研究，以加速工程启动。第二阶段将包括在八个车站中的五个增设停车换乘设施，该延线预计于2036年完工。

## 沿线车站

### 车站设计

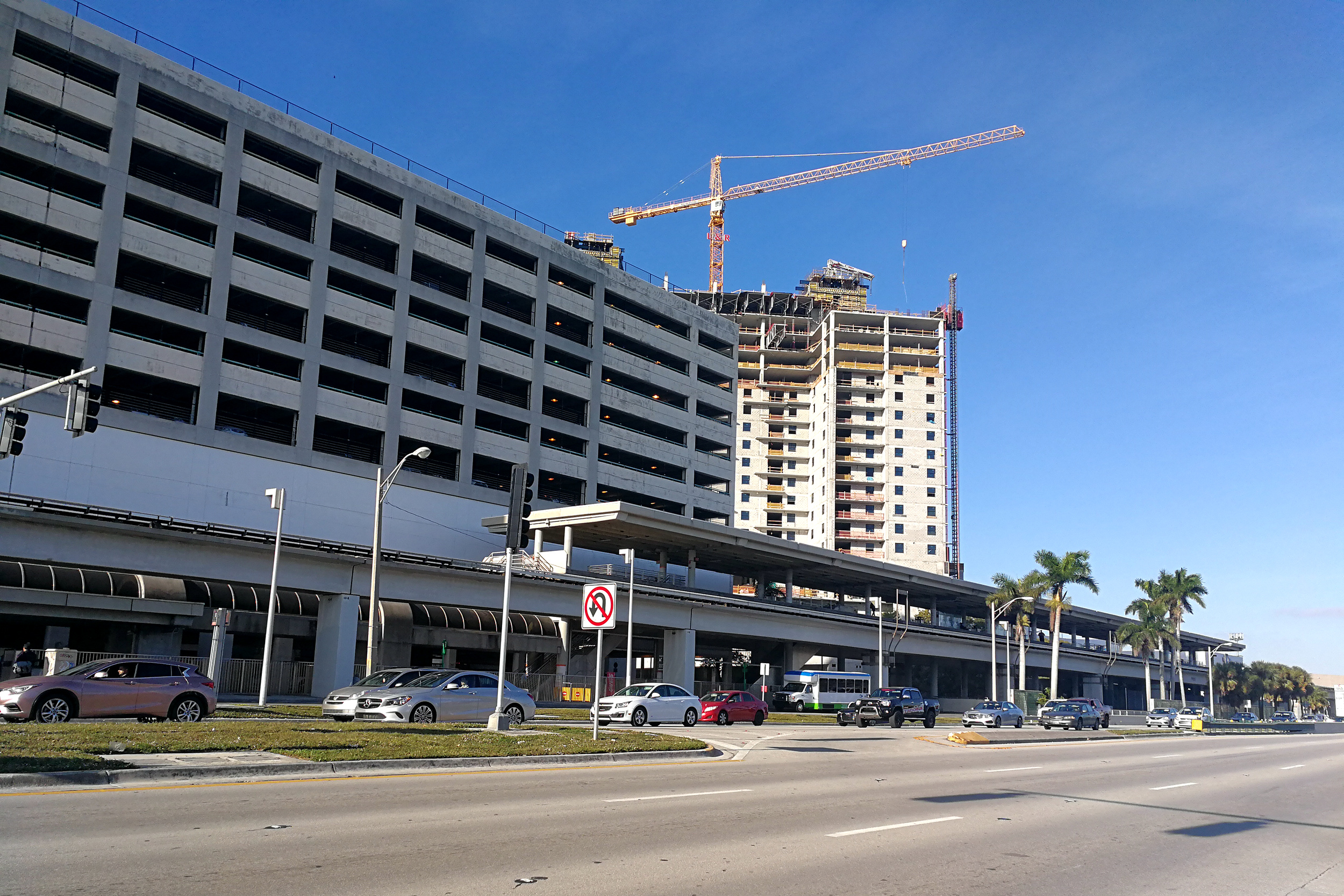
达德兰北站拥有超过2000个停车位，图中车站左侧即为多层停车场

截至2019年5月，迈阿密地铁拥有23個車站，平均站距約為1.6公里。若将迈阿密市中心区域的都會旅客捷運系統计算在内，整個轨道交通系統则共有43個車站。最初的迈阿密地铁第一阶段工程分为三个部分分别开通。从达德兰南站到上城站的10个车站于1984年5月20日投入服务；从上城站至埃尔灵顿高地站之间的5个车站于1984年12月17日投入服务；从埃尔灵顿高地站至奥基乔比站之间的5个车站于1985年5月19日开通营运。迈阿密地铁自开通以来，先后增加了一个中途站和两个延伸段车站。1989年6月5日，三县铁路与地铁转乘站建成启用，方便乘客换乘“三县铁路”通勤铁路。而帕尔梅托延伸段和机场延伸段上的帕尔梅托站和迈阿密国际机场站，则分别于2003年和2012年落成启用。全线除了帕尔梅托站为地面车站之外，其他车站皆为高架车站。所有车站的站台长度都至少可容纳六节编组列车，其中达德兰北站、埃尔灵顿高地站、政府中心站的站台更预留了八节编组列车长度。所有车站都设有自动扶梯和升降机。
由于南佛罗里达的人口密度相对较小，加上以往当地并非采用公共交通导向的发展模式，因此迈阿密地铁被设计成采用停车换乘的服务方式，以鼓励郊区居民使用大众运输系统通勤。在早上上班时段，郊区居民可将汽车停放车站停车场，然后换乘地铁前往市中心，而下班后则乘搭地铁返回停放汽车的车站并取车离开。除了布朗斯维尔、政府中心、历史上城／利里克剧院站、迈阿密国际机场、三县铁路等五个车站外，其他车站都提供付费停车位供地铁乘客使用。整个迈阿密地铁系统的车站共提供接近一万个停车位，其中以达德兰北站的停车场规模最大（2,032 个停车位），其次为南迈阿密站（1,802个停车位）。除此之外，政府为了鼓励市民采用绿色交通出行，迈阿密地铁所有车站均设有自行车存放设施，乘客亦可携带自行车、电动滑板车、賽格威上车。

### 车站列表
全部車站都位於佛羅里達州邁阿密-戴德縣。
| 路线 | 路线 | 名称                 | 名称 | 车站面积 （平方英尺） | 占地面积 （英亩） | 停车位数量 | 停车位数量 | 接驳公共交通 | 启用日期       | 所在地                 | 所在地                 |      |
| 路线 | 路线 | 中文                 | 英文 | 车站面积 （平方英尺） | 占地面积 （英亩） | 停车位数量 | 停车位数量 | 接驳公共交通 | 启用日期       | 所在地                 | 所在地                 |      |
| ---- | ---- | -------------------- | ---- | --------------------- | ----------------- | ---------- | ---------- | --- | -------------- | ---------------------- | ---------------------- | ---- |
|      |      | 帕尔梅托             |      | 12,000                | 5.00              | 停車場     | 720        | 都会巴士：87 | 2003年5月30日  | 邁阿密-戴德縣          | 邁阿密-戴德縣          |      |
|      |      | 奥基乔比             |      | 51,606                | 11.05             | 停車場     | 1,207      | 都会巴士：73、183 | 1985年5月19日  | 海厄利亞               | 海厄利亞               |      |
|      |      | 海厄利亞             |      | 31,286                | 7.68              | 停車場     | 247        | 都会巴士：37、54、79 | 1985年5月19日  | 海厄利亞               | 海厄利亞               |      |
|      |      | 三县铁路             |      | 30,666                | N/A               | N/A        | N/A        | 都会巴士：79 · 三县铁路 | 1989年6月5日   | 海厄利亞               | 海厄利亞               |      |
|      |      | 诺斯赛德             |      | 37,304                | 5.61              | 停車場     | 296        | 都会巴士：12、17、21、32、79、279 | 1985年5月18日  | 西小河與格拉德維尤交界 | 西小河與格拉德維尤交界 |      |
|      |      | 马丁·路德·金博士广场 |      | 37,304                | 8.75              | 停車場     | 616        | 都会巴士：27、62 | 1985年5月19日  | 格拉德維尤             | 格拉德維尤             |      |
|      |      | 布朗斯维尔           |      | 37,304                | 9.58              | 停車場     | 100        | 都会巴士：27、54 | 1985年5月19日  | 布朗斯維爾             | 布朗斯維爾             |      |
|      |      | 迈阿密国际机场       |      | ?                     | N/A               | N/A        | N/A        | 都会巴士：7、20、36、37、57、150、338 · 三县铁路 · 邁亞密國際機場旅客捷運系統                                                                                        | 2012年7月28日  | 邁阿密-戴德縣          | 邁阿密-戴德縣          |      |
|      |      | 埃尔灵顿高地         |      | 42,752                | 5.90              | 停車場     | 352        | 都会巴士：17、22、95 | 1984年12月17日 | 布朗斯維爾             | 布朗斯維爾             |      |
|      |      | 阿拉帕塔             |      | 32,121                | 5.21              | 停車場     | 69         | 都会巴士：12、21、36、401 | 1984年12月17日 | 邁阿密                 | 阿拉帕塔               |      |
|      |      | 圣塔克拉拉           |      | 37,304                | 4.15              | 停車場     | 65         | 都会巴士：12、20、21、32、401 | 1984年12月17日 | 邁阿密                 | 阿拉帕塔               |      |
|      |      | UHealth-杰克逊       |      | 38,846                | N/A               | N/A        | N/A        | 都会巴士：12、21、95、401 | 1984年12月17日 | 邁阿密                 | 医疗区                 |      |
|      |      | 科马                 |      | 33,276                | 3.61              | 停車場     | 120        | 都会巴士：77 | 1984年12月17日 | 邁阿密                 | 泉園                   |      |
|      |      | 历史上城／利里克剧院 |      | 32,161                | 2.07              | N/A        | N/A        | 都会巴士：2、7、95、211、246、836特快 | 1984年5月20日  | 邁阿密                 | 上城                   |      |
|      |      | 政府中心             |      | 126,393               | N/A               | N/A        | N/A        | 都会巴士：2、3、7、9、11、21、51、77、93、95、119、120、207、208、246、277、500、836特快 都會旅客捷運系統 布劳沃德县公共交通局巴士：95X 光亮綫（经邁阿密中心站换乘） | 1984年5月20日  | 邁阿密                 | 政府中心               |      |
|      |      | 布里克尔             |      | 43,430                | 1.08              | N/A        | N/A        | 都会巴士：8、24、102、207、208、500 都會旅客捷運系統 布劳沃德县公共交通局巴士：595X                                                                                  | 1984年5月20日  | 邁阿密                 | 布里克爾               |      |
|      |      | 维斯盖亚             |      | 31,286                | 2.26              | 停車場     | 125        | 都会巴士：12、17、24、500 | 1984年5月20日  | 邁阿密                 | 道路區                 |      |
|      |      | 椰林                 |      | 31,286                | 4.16              | 停車場     | 209        | 都会巴士：22、27、500 | 1984年5月20日  | 邁阿密                 | 椰林                   | 椰林 |
|      |      | 道格拉斯路           |      | 37,603                | 3.80              | 停車場     | 226        | 都会巴士：37、40、42、136、500 科勒尔盖布尔斯观光巴士 | 1984年5月20日  | 科勒爾蓋布爾斯         | 科勒爾蓋布爾斯         |      |
|      |      | 大学                 |      | 31,286                | 2.06              | 停車場     | 237        | 都会巴士：56、500 | 1984年5月20日  | 科勒爾蓋布爾斯         | 科勒爾蓋布爾斯         |      |
|      |      | 南迈阿密             |      | 30,466                | 6.34              | 停車場     | 1,802      | 都会巴士：37、57、72、500 | 1984年5月20日  | 南邁阿密               | 南邁阿密               |      |
|      |      | 达德兰北             |      | 43,646                | 10.70             | 停車場     | 2,032      | 都会巴士：87、88、104、204、272、288、500 | 1984年5月20日  | 達德蘭                 | 達德蘭                 |      |
|      |      | 达德兰南             |      | 33,101                | 6.85              | 停車場     | 1,274      | 都会巴士：31、34、38、39、52、73、252、287、500 | 1984年5月20日  | 達德蘭                 | 達德蘭                 |      |

## 技术设备

### 通信信号
迈阿密地铁通车初期，运行控制系统曾经短暂使用过列车自动保护系统（ATP）。1985年12月9日起，迈阿密地铁开始实施列车自动运行系统（ATO），在此模式下列车运行与速度控制由计算机系统自动控制，司机日常操作只包括监视列车运行、发出列车起动指示、操纵车门开关等任务。1985年12月29日，位于斯蒂芬－克拉克政府中心五楼的迈阿密地铁中央控制中心正式启用。铁路交通控制人员可以通过这套中央控制系统进行列车行车指挥、牵引供电系统、信号集中联锁、通信系统（列车双向无线通信、有线电话通信、警察及消防部门紧急通信）以及车站保安监控。

### 使用车辆

#### 第一代列车

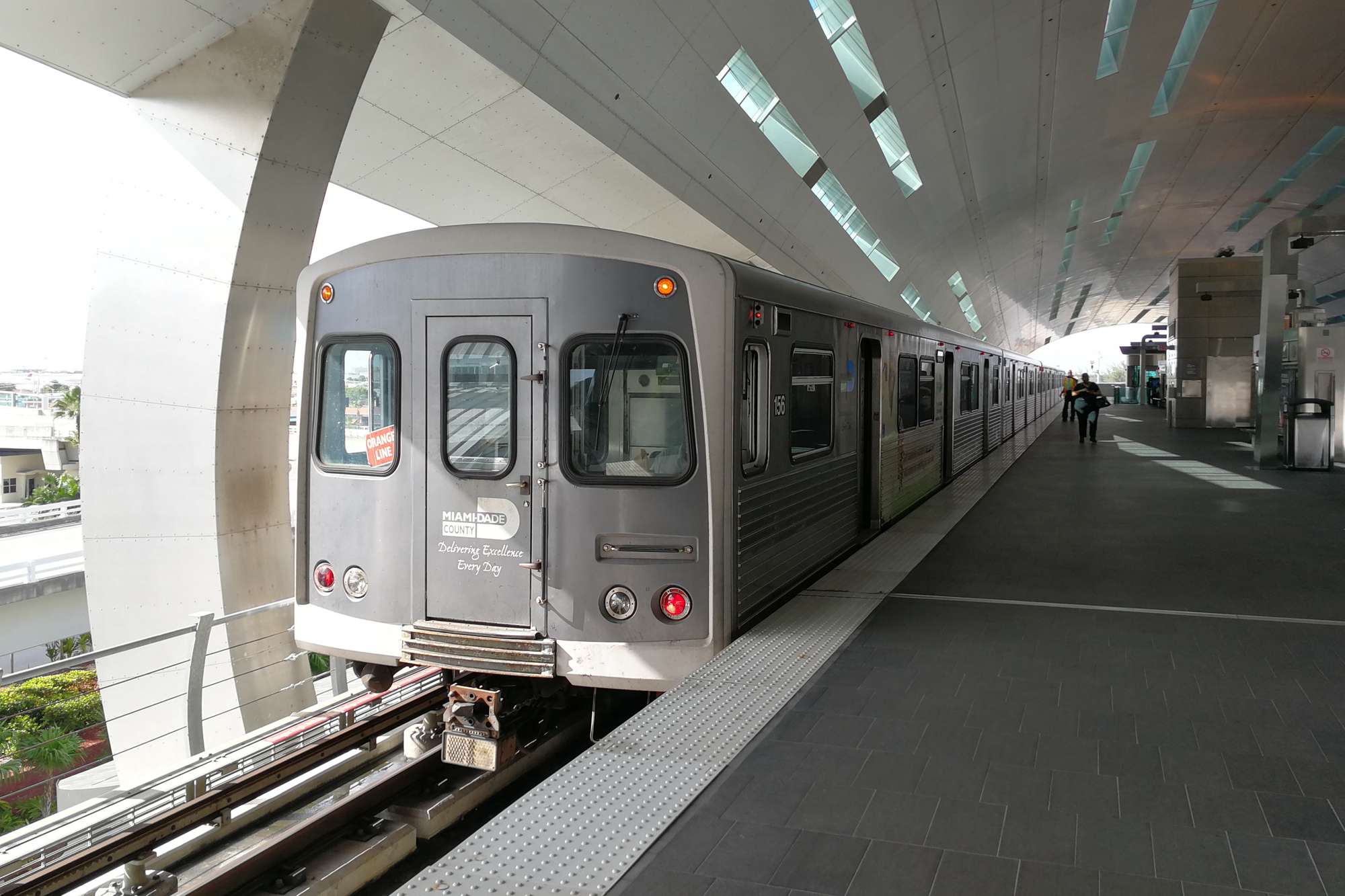
在迈阿密国际机场站的迈阿密地铁第一代列车

当迈阿密地铁仍处于建设规划阶段之时，马里兰州的巴尔的摩地铁已于1976年动工兴建，而两个地铁系统都计划在1983年末开通营运。马里兰州公共交通管理局和戴德县运输管理局决定共同向巴德公司订购列车，目的是凭借较大的订单量以争取较大的议价能力，因此迈阿密地铁和巴尔的摩地铁的初代列车除了涂装以外几乎是完全相同的。1982年，马里兰州和戴德县向巴德公司提交了总共208辆地铁车辆的订单，其中迈阿密地铁和巴尔的摩地铁分别需要136辆及72辆，并要求优先交付巴尔的摩地铁的车辆。然而，受到巴德公司生产能力的限制，该订单的交付进度落后于原定计划。截至1983年7月，巴尔的摩地铁只接收了32辆，仍不足以满足开通营运的基本需要。根据计划，巴尔的摩地铁和迈阿密地铁分别需要至少58节及40节车厢来达到开通条件。为此，戴德县官员与巴德公司和马里兰州公共交通管理局协商，希望在巴尔的摩地铁接收58节车厢之后，让巴德公司向迈阿密地铁交付40节车厢。马里兰州起初没有同意延迟交货的建议，随后在众议员威廉·雷曼（William Lehman）和斯坦利·霍耶（Steny H. Hoyer）的斡旋之下，巴尔的摩地铁作出了让步并落实上述的双赢方案。最终，巴尔的摩地铁和迈阿密地铁分别于1983年11月和1984年5月通车。1986年4月，迈阿密地铁的136节车厢全部交付完毕。
巴德公司为迈阿密和巴尔的摩提供的地铁车辆产品称为巴德通用捷运列车（Budd Universal Rapid Transit Car，BURT），列车采用具有较长使用寿命的不锈钢车体，供电制式为750伏特直流电的第三轨供电，调速控制系统采用斩波器调压的直—直流电传动装置，牵引电动机采用西屋电气1462B型四极串励直流电动机。所有车厢均为装有传动装置的动车，每两节以半永久车钩连接的车厢作为一个基本单元，可根据需要组成二、四、六、八辆编组列车运行。每节车厢设有74个座席，额定载客量为166人，最大载客量为275人。

#### 第二代列车

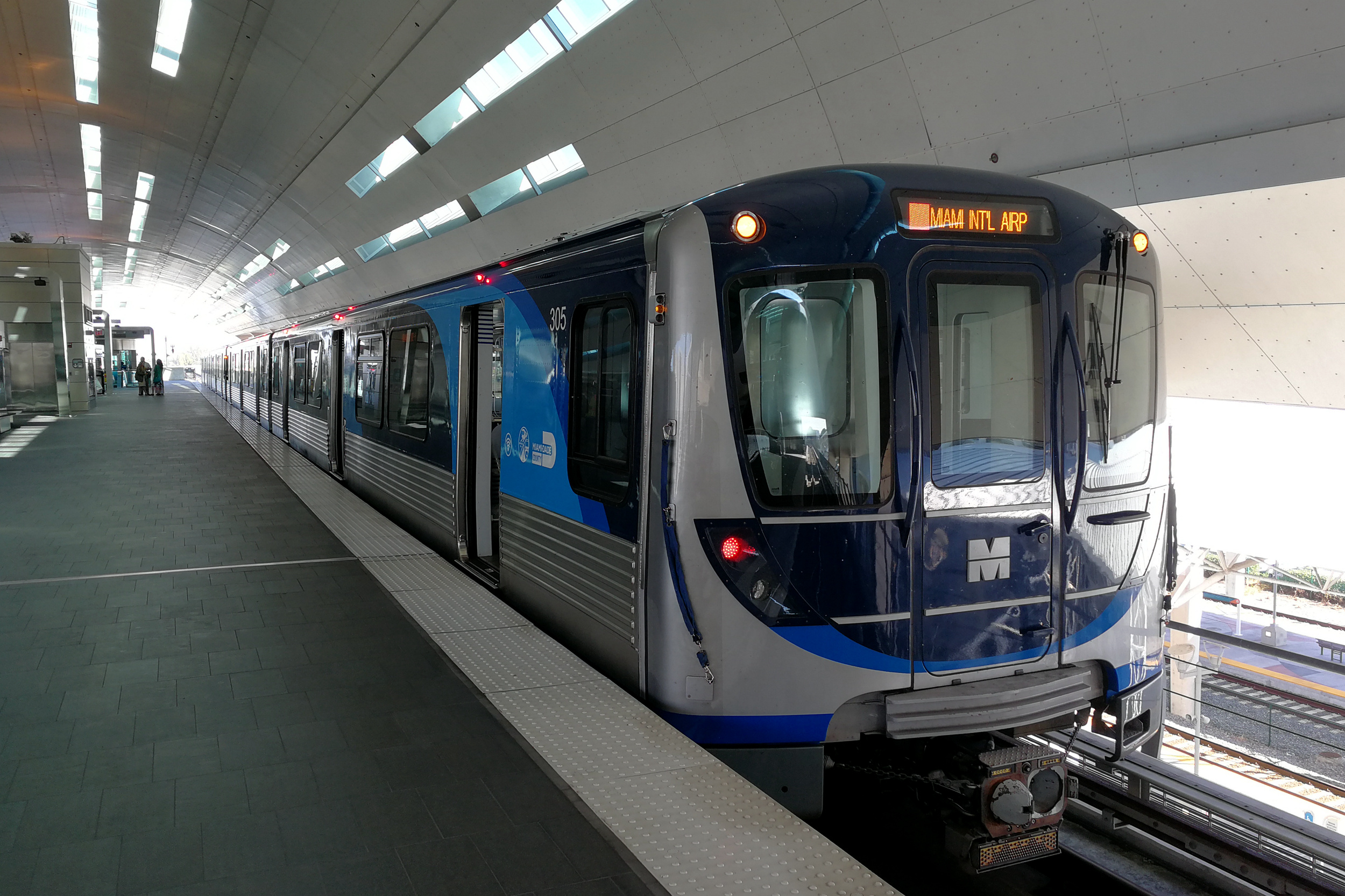
迈阿密地铁的第二代列车

迈阿密地铁的第一代列车自1984年投入运用，到了2000年已达到30年设计使用寿命的一半，但原来计划的列车中期翻新工程却因缺乏资金而未能实施。2002年，迈阿密-戴德县政府提出的公共交通附加税法案获得通过后，将列车中期翻新项目重新提上日程。2004年至2006年间，迈阿密-戴德县政府委员会对翻新现有列车和购置全新列车这两个选择，进行了详细的成本效益分析和产品生命周期成本分析，结果发现翻新现有列车的综合成本将高达2.5亿美元，这个数字已经和购买新车的费用相去不远。2008年3月，迈阿密-戴德县政府委员会决定搁置列车中期翻新方案，着手就地铁列车采购项目制定公开招标程序。2009年3月，迈阿密-戴德县政府向多家轨道交通车辆制造商发出招标邀请，并于同年9月收到了来自法国阿尔斯通、意大利安萨尔多百瑞达、西班牙CAF美国分公司的投标申请。阿尔斯通的报价为每节车厢348万美元，因超过每节车厢240万美元的招标单价上限而首先被淘汰，而安萨尔多百瑞达和CAF的投标价格则分别为239万及242万美元（每节车厢单价）。2011年初，迈阿密-戴德县政府宣布安萨尔多百瑞达中标，但CAF美国分公司随即对迈阿密-戴德县政府提出法律诉讼，声称县政府选择安萨尔多百瑞达是因为该公司承诺会在当地设厂组装车辆，因而涉嫌违反了联邦采购法。联邦公共交通管理局于2011年11月裁定，迈阿密-戴德县官员在列车采购项目的评标过程中，违反了联邦政府关于政府采购的相关规定，并要求重新启动招标投标程序。2012年11月，迈阿密-戴德县政府宣布安萨尔多百瑞达正式赢得了合同，采购共136辆地铁车辆，合同总金额约值3.13亿美元。
按照迈阿密-戴德县政府和安萨尔多百瑞达公司的原定计划，新一代的迈阿密地铁列车将于2015年第二季度开始交付，至2017年底全部车辆交付完毕，但列车交付进度却因各种原因而被多次延迟。2015年，日立轨道交通从意大利工业巨头芬梅卡尼卡手中收购了安萨尔多百瑞达，安萨尔多百瑞达更名为日立轨道意大利，迈阿密地铁车辆项目由其子公司日立轨道美国接手。2016年3月，位于佛罗里达州米德丽的日立轨道美国组装厂房建成启用，车厢钢结构由位于密苏里州西普萊恩斯的日立轨道交通工厂制造，然后运输至佛罗里达州的厂房进行各种机械及电气设备的组装。2017年4月，密苏里州强降雨引致洪水淹没了西普萊恩斯的日立工厂，使迈阿密地铁列车的生产进度亦受到了一定影响。2017年11月30日，迈阿密地铁的第一列日立列车正式投入服务，预计全部136辆地铁车辆将于2019年底交付完毕。日立电动列车采用模块化设计和不锈钢车体，同样以两节车厢作为一个基本单元；供电制式为750伏特直流电的第三轨供电，列车采用直—交流电传动控制系统，IGBT牵引逆变器对牵引电动机的供电采用架控方式。列车采用LED内部照明及自动语音报站提示，并设有可供乘客免费使用的Wi-Fi；每节车厢设有68个座席，额定载客量为180人。巴尔的摩地铁亦将采用相似车辆作为第二代列车。

### 车辆基地
帕尔梅托车辆段（Palmetto Yard）是迈阿密地铁唯一一个车辆检修基地，于1983年12月21日建成启用，后来为了赞扬佛罗里达州联邦参议员威廉·雷曼对迈阿密地铁作出的贡献，而将该车辆段命名为威廉·雷曼营运及检修中心（William Lehman Operations and Maintenance Center）。威廉·雷曼中心占地面积达228,873平方英尺，设有列车停放区、列车检修库、轮对探伤设备、列车外部清洗装置等设施。2013年至2016年间，因应第二代迈阿密地铁列车的交付和测试需要，迈阿密-戴德公共交通局利用《美国复苏与再投资法案》的拨款，投资2,500万美元对威廉·雷曼中心进行扩建工程，新建五条存车线及两条检修专用线，以及一条长2,500英尺的试验轨道。

## 票务资料

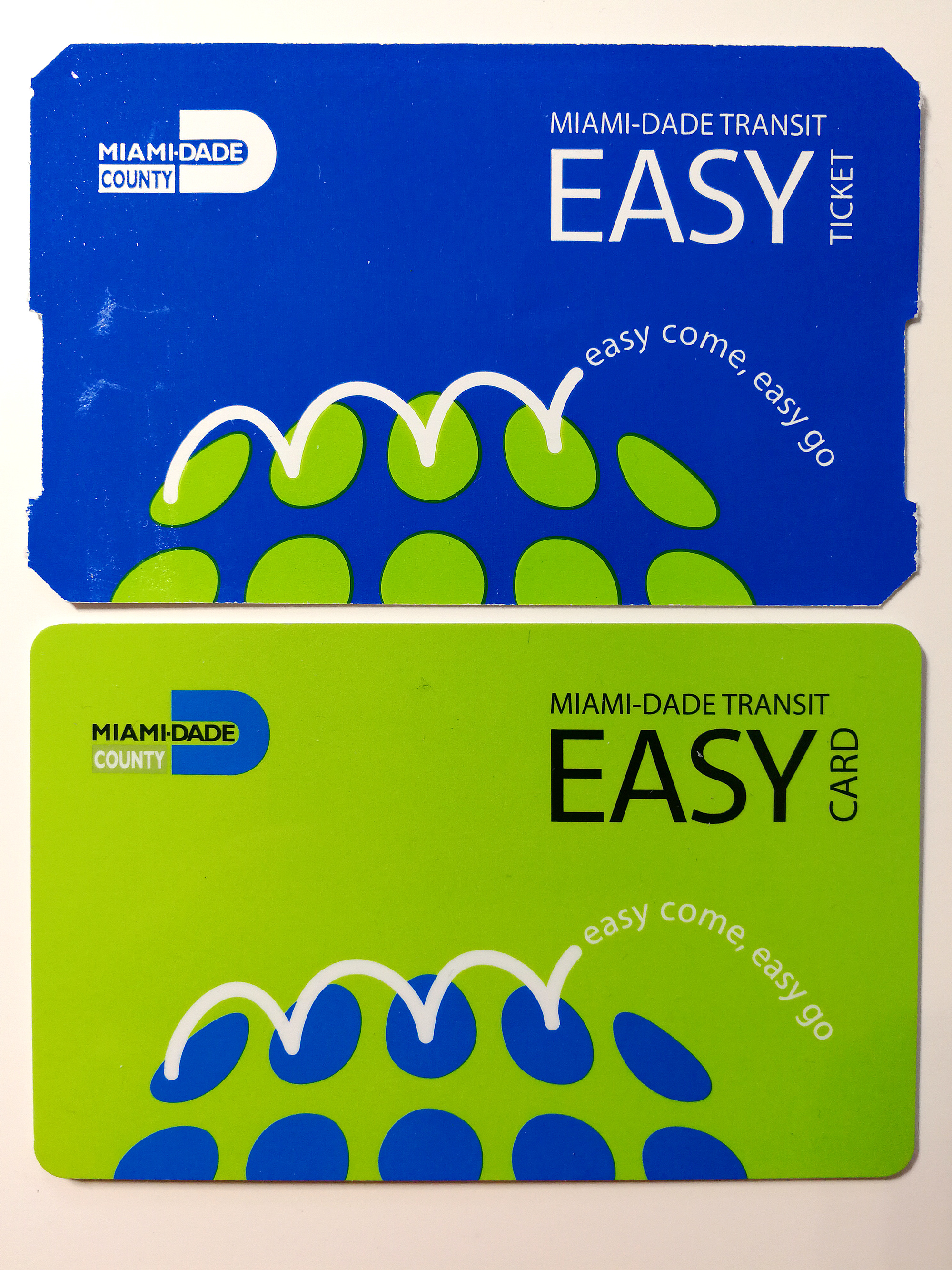
“EASY Ticket”（上）及“EASY Card”（下）

迈阿密地铁的票价体系采用划一票价制，而非按乘坐里程计费的分段票价制，因此无论乘坐距离远近均支付相同票价。目前的单程基础票价为2.25美元，单程折扣票价为1.10美元（适用于持有折扣「EASY Card」的联邦医疗保险受惠者、残疾人士、12年级或以下本地学生）.迈阿密地铁亦提供多种不同有效期的通票，包括月票（基础票价及折扣票价分别为112.50美元及56.25美元）、七日票（基础票价及折扣票价分别为29.25美元及14.60美元）、一日票（基础票价及折扣票价分别为5.65美元及2.80美元），以供频繁使用地铁出行的乘客选择，可在该段时间内无限次乘搭迈阿密地铁及都会巴士。每名付费乘客可陪同最多三位身高不超过42英寸（110公分）的儿童免费乘车。所有65岁及以上且享有社保福利的迈阿密-戴德县居民、居住在迈阿密-戴德县的退伍军人、年收入低于18,210美元的低收入人士，可使用已申请黄金通行证或爱国者通行证的“EASY Card”免费乘坐地铁和巴士。地铁站停车场收费为每天4.5美元，若同时购买月租停车证和地铁月票，价格则为每月123.75美元。
迈阿密地铁自2010年起已全面采用电子收费系统，并使用“EASY Card”及“EASY Ticket”两款可储值的非接触式智能卡车票，乘客在进站及出站时均需拍卡通过闸机。“EASY Card”是塑料卡片形式的非接触式智能卡，购买新卡需要支付2美元手续费，有效时间长达20年；该卡的最高储值金额为150美元，车费在每次通过出站闸机时从储值余额自动扣除，亦可利用该卡购买月票、七日票、一日票等通票产品；用户可以向发行机构实名注册自己的智能卡，以便在智能卡遗失或被盗时获得替换新卡，并且无需承担报失之后的所有损失。此外，“EASY Card”亦有向享受免费乘车的合资格人士发行的个人版本，与普通版本的差异在于卡背面印有持卡者照片，以便查验时核对身份。“EASY Ticket”是适合短期使用的纸质非接触式智能卡，车票最长有效期为60天；该卡只能在购买时充值一次，最高储值金额为40美元，除了可作为一般的储值车票使用外，亦可购买七日或一日通票；但这是无法实名登记的不记名储值卡，一旦丢失将不能办理挂失和补办新卡。迈阿密地铁所有车站均设有自动售票机，可以进行购买新卡及通票、智能卡充值、查看车票余额、支付车站停车费等操作。
2016年10月，迈阿密-戴德县公共交通局宣布推出手机扫码乘车支付系统，乘客只需在智能手机上下载“EASY Pay Miami”移动应用程序，在线上购买车票或通票产品后便可生成二维码，在地铁站内闸机上将二维码对准扫码口刷码即可直接进出站。该系统由寇比克交通系统（Cubic）和通行证公司（Passport Inc）开发，目前仍处于开发测试阶段，下阶段将继续引入包括Apple Pay、Google Pay等其他电子钱包和支付手段，并且在支持NFC的智能手机上实现虚拟智能卡和绑定实体卡的功能，从而能够使用手机管理虚拟或实体“EASY Card”。

## 地铁小径

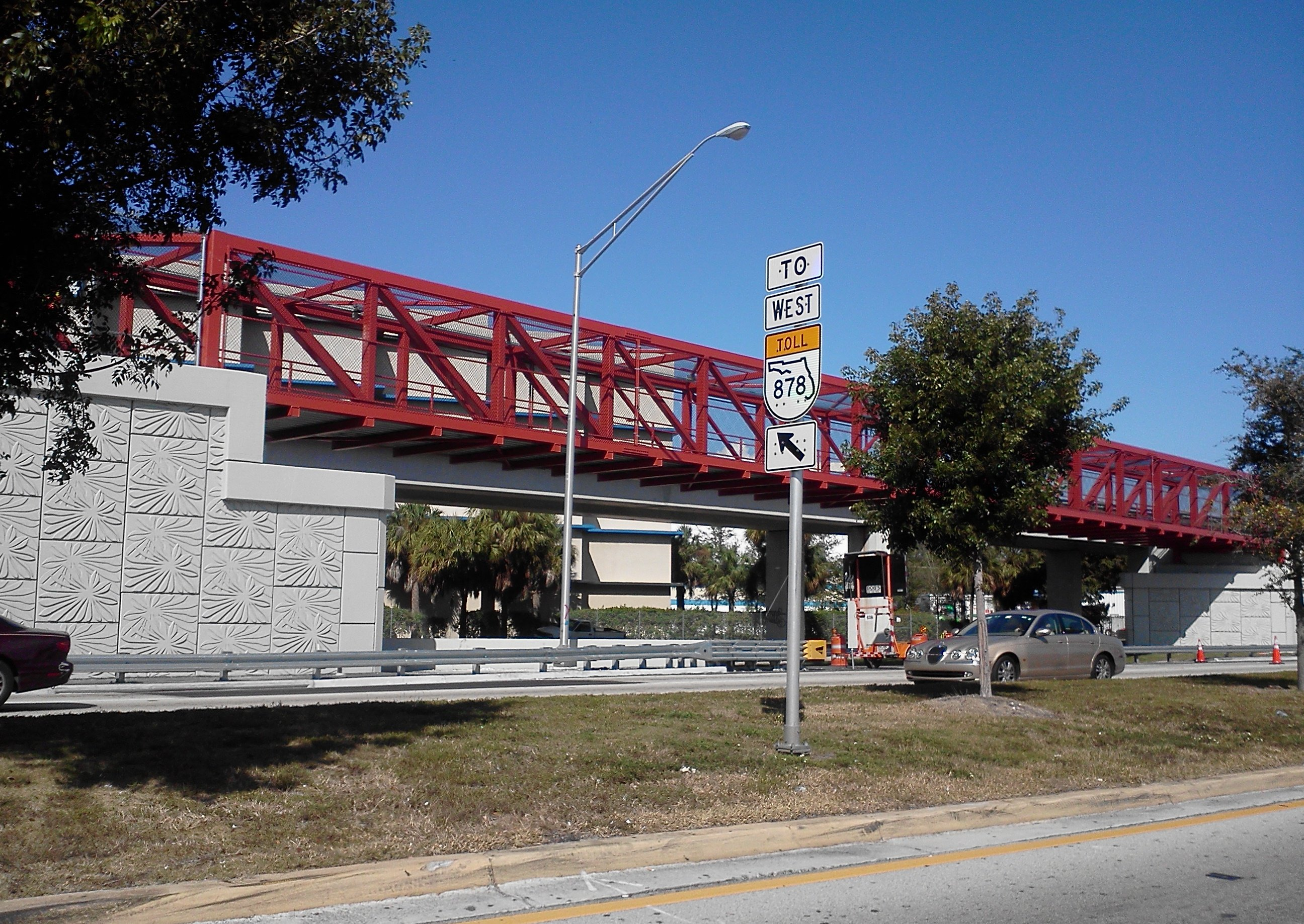
上跨史那帕溪快速公路的地铁小径天桥

迈阿密地铁沿着一号国道（US 1）而行的布里克爾站至達德蘭南站区段，是利用原佛罗里达东海岸铁路的路基进行高架改造而成。1984年，为了充分利用高架桥下的城市空间作为市政设施，戴德县政府在兴建迈阿密地铁的同时，亦在铁路桥下建立了一条全长10.5英里（17公里）、可供自行车和行人通行的迈阿密地铁小径（MetroPath、M-Path）。这条小径既受经常骑自行车往返市中心通勤的市民欢迎，亦成为了供市民跑步健身的休憩空间 。2011年末，迈阿密-戴德县政府对地铁小径进行了改扩建，在达德兰北站及南迈阿密站之间架设了一条长200英尺（61米）的行人天桥，该天桥上跨史那帕溪快速公路（SR 878）出入口，使原本被高速公路切断的地铁小径得以接通 。至此，除了少数与市内主要道路平面交叉的路口，例如位于布里克尔附近的科勒尔大道（西南第13街）路口、科勒尔盖布尔斯的伯德路（西南第40街）路口等，地铁小径基本上已被全线打通。而在地铁终点站达德兰南站以南的原佛罗里达东海岸铁路路段，则建成了一条全长20.5英里（33公里）的南戴德铁路小径，与都会巴士使用的快速公交系统专用线平行，一直通往迈阿密-戴德县南部的佛罗里达城。迈阿密地铁小径和南戴德铁路小径共同建构成一条长达31英里（50公里）的行人及自行车专用通道，这也是美国东海岸绿道项目的组成部分之一。
近年来，迈阿密-戴德县政府正在与线下之友（Friends of The Underline）等非政府组织合作，致力于改善迈阿密地铁小径的沿路环境和休憩设施。2007年，迈阿密-戴德县都会规划组织完成了《迈阿密地铁小径总体规划》，针对小径存在的一些问题提出了重新铺设路面、拓宽小径、改善主要路口人行过街设施等建议。2014年，绿线之友（Friends of the GreenLink）组织提出将地铁小径发展成为类似纽约曼哈顿高线公园的线性公园 ，迈阿密大学也是这一计划的积极支持者。2015年，绿线之友（后更名为线下之友）的提案得到了迈阿密-戴德县政府的认可，并开始公众咨询、筹集资金和工程设计等工作。该项目的主要设计工作由国际知名的景观设计师、城市设计师詹姆斯·科纳（James Corner）担任，曼哈顿高线公园和香港星光大道海滨长廊活化计划同样也是由他操刀设计。

## 参看
- 迈阿密-戴德公共交通局
- 都會旅客捷運系統
- 迈阿密都会区